# Triuggio
Triuggio ist eine norditalienische Gemeinde (comune) mit 8729 Einwohnern (Stand 31. Dezember 2023) in der Provinz Monza und Brianza in der Lombardei. Die Gemeinde liegt etwa 8,5 Kilometer nördlich von Monza und etwa 22 Kilometer nordnordöstlich von Mailand im Parco della Valle del Lambro. Westlich fließt der Lambro. 

## Verkehr
Durch das Lambro-Tal führt die Bahnstrecke Monza–Molteno, die zukünftig Teil der S-Bahn Mailand wird. Gemeinsam mit der Nachbargemeinde Albiate besteht hier ein Bahnhof.

## Persönlichkeiten
- Antonio Riboldi (1923–2017), römisch-katholischer Bischof von Acerra

## Gemeindepartnerschaften
- Fismes, Département Marne